# Calo ósseo

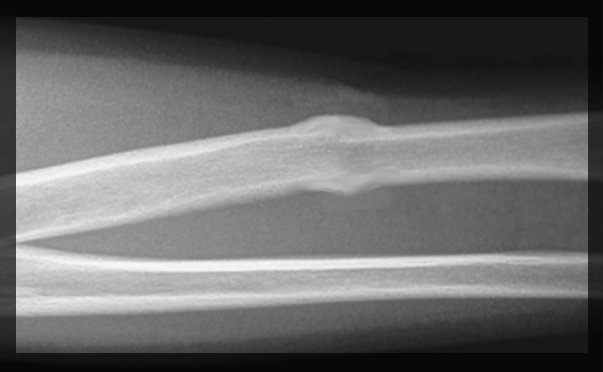
Formação de um calo ósseo após um fratura.

Calo ósseo é uma formação de osso na área de uma fratura óssea enquanto que o osso tenta regenerar-se. A nível celular, envolve a formação de fibroblastos e condroblastos.